# Pisith Pilika
Pisith Pilika (em quemer: ពិសិដ្ឋពីលីកា) (Svay Rieng, 4 de fevereiro de 1965 - Phnom Penh, 6 de julho de 1999), foi uma cantora, bailarina e atriz cambojana. Nascida Oak Eap Pili, Pilika apareceu em centenas de filmes e milhares de vídeos de karaokê cambojanos nas décadas de 1980 e 1990. Ela foi assassinada no Mercado O'Russey, em Phnom Penh, em 1999. Embora o crime ascendeu a um dos assassinatos de mais alto perfil na história recente do Camboja, não há suspeitos identificados ou presos.

## Início da vida
Piseth Pilika nasceu com o nome Oak Eap Pili, na província de Svay Rieng, fronteira com o Vietnã. Seu pai era um professor que ensinava francês na Universidade de Korokosol. Ela tinha duas irmãs, Divina e Daro, sendo ela a mais velha. Seus pais morreram durante o regime do Quemer Vermelho, e Piseth Pilika e suas duas irmãs foram criadas por seu tio. Eles mudaram seus nomes para Sao Pili, Sao Divina, e Sao Daro (respectivamente) após o seu tio, Sao Piseth, quase ser impedido de oferecer cuidados às suas sobrinhas. Sao Daro, a irmã mais nova, morreu meses tarde, deixando Divina como a única irmã viva de Pilika. Ela começou a estudar dança cultural cambojana em 1980, apoiada por sua tia, Meng Sonali, uma professora na Escola de Belas Artes. Ela completou os seus estudos em 1988 e continuou a trabalhar na escola como a bailarina principal. Por causa de seu talento e beleza, ela começou a ganhar popularidade. Ela foi convidada para estrelar seu próprio filme chamado Sromorl Anthakal (Sombra of Darkness)  da Wat Phnom Productions. Por esse tempo, ela havia se tornado uma figura bem conhecida no Camboja. Em 1989, ela mudou seu nome para Piseth Pilika.

## Vida pessoal
Piseth Pilika se envolveu na produção de vários filmes no Camboja, onde ela conheceu Khai Praseth, um ator também conhecido. Os dois atuaram juntos em vários filmes e vídeos musicais. Casaram-se em 1990. Em 1992, seu primeiro filho, Kai Seth Lesak, nasceu. Piseth Pilika estrelou em mais de sessenta filmes e estava em inúmeros anúncios. Além de fazer filmes, ela também foi muito ativa na performance de palco. Durante sua vida, ela se apresentou em muitos países, tais como Índia, Tailândia, Vietnã, Singapura, Indonésia, China, Coreia do Sul, Japão, Rússia, Peru, França, Itália, Brasil, Dinamarca e Estados Unidos.

## Morte
Em 6 de julho de 1999, ela foi baleada por um assaltante não identificado enquanto fazia compras no Mercado O'Russey, em Phnom Penh. Sua sobrinha, de sete anos de idade, também foi ferida no tiroteio. Ela ficou em coma no hospital por uma semana até que, em 13 de julho de 1999, morreu. Seu funeral atraiu 10.000 pessoas, numa das maiores cerimônias fúnebres na história cambojana recente.
Em outubro de 1999, após o assassinato de Pisith Pilika, a revista francesa L'Express afirmou que o diário da atriz contava um caso de amor com o primeiro-ministro cambojano Hun Sen, e apontava a esposa do primeiro-ministro, Bun Rany, como responsável pela organização do tiroteio. A revista também afirmou que, em seu leito de morte, a atriz tinha mencionado Bun Rany a várias pessoas. Bun Rany denunciou rapidamente essas acusações e anunciou que ela iria apresentar queixa contra a L'Express por difamação. A revista respondeu dizendo que tinha uma prova adicional que iria apresentar no tribunal, se a ação legal fosse movida por Bun Rany. A suposta evidência adicional incluía testemunhas, documentos, papéis de negócio e objetos pessoais de Hun Sen, que eles disseram que iriam revelar que o primeiro-ministro estava envolvido em um caso amoroso com Pilika, e que sua esposa havia mandado matar a artista por ciúmes. O jornalista da L'Express, Alain Louyot, disse que o próprio diário havia sido verificado, através da escrita a mão e análise de impressões digitais. Nenhuma acusação foi movida contra a L'Express.
O assassinato de Pilika permanece sem solução e sem suspeitos identificados. Kek Galabru, presidente da Liga Cambojana para a Promoção e Defesa dos Direitos Humanos, descreveu que a falta de progresso no caso é mais um exemplo do problema da impunidade no Camboja. Em janeiro de 2003, um livro intitulado "Piseth Pilika: Uma história verdadeira e horrível" foi publicado contendo extratos do diário pessoal da artista, no qual ela detalha um caso de amor ilícito com um oficial e ameaças contra sua vida por parte da esposa ciumenta do funcionário. O livro foi bem vendido, mas sua veiculação foi posteriormente proibida.
Após seu assassinato, seu marido, Khai Praseth, e seu filho, deixaram o Camboja e fixaram residência na Austrália.